# Asian Youth Orchestra
L'Asian Youth Orchestra (AYO) è un'orchestra giovanile composta da musicisti provenienti da diversi paesi asiatici. Fu fondata da Yehudi Menuhin e Richard Pontzious nel 1987 e il suo primo concerto ebbe luogo nell'agosto del 1990, diretto da Menuhin. A novembre 2018 il direttore artistico dell'orchestra è Richard Pontzious, il suo direttore principale è James Judd, e il suo direttore laureato è Sergiu Comissiona.

## Membri
I membri della Asian Youth Orchestra (AYO) sono musicisti pre-professionali provenienti da Cina, Taiwan, Hong Kong, Indonesia, Giappone, Corea, Malaysia, le Filippine, Singapore, Thailandia e Vietnam. Scelti attraverso audizioni in tutta la regione, i membri dell'orchestra trascorrono sei settimane insieme ogni estate: prima partecipano a un campo di prova di tre settimane a Hong Kong, e poi viaggiano per altre tre settimane in una tournée con direttori e solisti.

## Solisti degni di nota
I violoncellisti Yo-Yo Ma, Mischa Maisky, Jian Wang e Alisa Weilerstein, i violinisti Sarah Chang, Vadim Repin, Gidon Kremer, Gil Shaham, Elmar Oliveira, Young Uck Kim, Yu-Chien Tseng, Suwanai Akiko e Cho-Liang Lin, il soprano Elly Ameling, i pianisti Alicia de Larrocha, Cecile Licad, Leon Fleisher, Anna Tsybuleva, il Beaux Arts Trio e il trombettista Hakan Hardenberger sono tra coloro che si sono esibiti con l'AYO. Tra i direttori d'orchestra figurano Sergiu Comissiona, Alexander Schneider, Tan Dun, Okko Kamu, Eri Klas, il direttore principale James Judd, e i cofondatori dell'orchestra, Yehudi Menuhin e Richard Pontzious.

## Storia
Nella storia dell'AYO figurano la première della Sinfonia di Tan Dun nel 1997 con il violoncellista Yo-Yo Ma e concerti in luoghi come la Grande Sala del Popolo di Pechino, Avery Fisher Hall di New York, California Bowl di Hollywood, Concertgebouw di Amsterdam, Shauspielhaus di Berlino, Konzerthaus di Vienna, Wolf Trap della Virginia settentrionale e Sydney Opera House. L'orchestra si è esibita anche alla Casa Bianca e alle Nazioni Unite.
Un comitato di formazione di uomini e donne d'affari di Hong Kong ha creato la struttura organizzativa dell'Orchestra giovanile asiatica nel 1987 e l'ha istituita come organizzazione senza scopo di lucro esentasse, qualificata ai sensi dell'articolo 88 dell'ordinanza sulle entrate di Hong Kong.